# Liste des commanderies templières dans l'East Renfrewshire
| Cette liste recense quelques commanderies et maisons de l'ordre du Temple présentes dans l'East Renfrewshire, district d'Écosse. |

## Commanderies
| Commanderie | Ville actuelle (à ou près de) | Observations |
| Capelrig    | Newton Mearns                 | à vérifier   |

| Localisation géographique |
| ------------------------- |
| \| Capelrig \|            |
| Capelrig                  |

### Possessions diverses
- Église d'Inchinnan[2],[3]
- Église de Killalan (incertain)[1]